# Wild Oats XI
Wild Oats XI est un maxi yacht de jauge IRC appartenant à Robert Oatley et skippé par Mark Richards. Il est principalement connu pour avoir remporté huit fois la course Sydney-Hobart en temps réel.
Wild Oats XI remporta Sydney-Hobart dès sa première saison, en temps réel comme en temps compensé, et établit un nouveau record, lors de l’édition 2005. En 2007, il égala le record de trois victoires consécutives détenu par Morna depuis 59 ans. L’année suivante, il battit ce record en remportant sa quatrième course d’affilée.

## Conception
Wild Oats XI a été dessiné par Reichel/Pugh et construit sur la base d’une coque en composite carbone / Nomex. Relativement étroit (5,1 m au maître-bau), il fut équipé à l’origine d’une quille pendulaire lui permettant d’arborer une importante surface toilée sans compromettre sa stabilité. Ses œuvres vives ont subi plusieurs modifications et sont maintenant composées d’une dérive d’étrave, de foils jumeaux centraux et d’un bulbe de quille à ailerons.

## Palmarès
Wild Oats XI pris le départ de Sydney-Hobart pour la première fois le 26 décembre 2005 et franchit la ligne d’arrivée en tête après un jour, dix-huit heures, quarante minutes et dix secondes, battant le record qu’Alfa Romeo (en) avait établi en 2002. Il remporta également la Tattersall’s Cup, attribuée au vainqueur en temps compensé. Pour la première fois depuis la création de la course en 1945, le même bateau pointait en tête des deux classements et établissait un nouveau record alors qu’il s’agissait de sa première participation.
En 2010, alors qu’il s’apprêtait à fêter sa cinquième victoire, l’équipage fit l’objet d’un protest qui aurait pu lui valoir une disqualification, pour avoir enfreint la règle obligeant les concurrents à signaler leur position par radio au passage de Green Cape, à l’entrée du détroit de Bass — règle introduite après l’édition 1998, qui vit la disparition de six équipiers et cinq bateaux —. Après avoir constaté une panne de son équipement radio, l’équipage avait rapporté sa position par téléphone satellite mais les commissaires de course soumirent le cas à un jury international, qui donna gain de cause à l’équipage.
Le 27 décembre 2012, Wild Oats battit son propre record de seize minutes. Il remporte l'édition 2013, puis 2014. Huit fois vainqueur, il détient le record du nombre de victoires dans cette compétition, devant le précédent record de sept victoires établit par le Kurrewa IV en 1960.
En 2015 et 2016, Wild Oats a été contraint d'abandonner la course. En 2017, Wild Oats XI termina la course dans le meilleur temps. Cependant, après une réclamation déposée l'équipe de Comanche, le jury de l'épreuve conclu qu'il avait enfreint les règles 10 et 13, notamment non-respect des distances de sécurité lors d'un virement de bord, à la sortie de la baie de Sydney. Une pénalité d'une heure lui a été infligée, attribuant la victoire à Comanche sur tapis vert.